# Straßenradsport-Weltmeisterschaften 1977
Die Straßenradsport-Weltmeisterschaften 1977 fanden vom 22. bis 26. August im venezolanischen San Cristóbal statt. Damit wurden nach 1968 (Montevideo) zum zweiten Mal Straßen-Weltmeisterschaften in Südamerika ausgetragen.
Bei den Profis waren im rund 1000 Meter hoch gelegenen San Cristóbal 89 Fahrer am Start, von denen nur 33 das Ziel erreichten. Der Radsport bezeichnete es als „eines der schwersten WM-Rennen überhaupt“: Der Kurs beinhaltete eine lange, schwierige Steigung, die 15-mal zu bewältigen war, hinzukamen ständig wechselnde Wetterverhältnisse, von prasselndem Regen über steifem Wind bis hin zu großer Hitze. In der vorletzten Runde setzte sich der Deutsche Dietrich Thurau aus einer größeren Ausreißergruppe von 14 Fahrern ab, wurde aber vom Italiener Francesco Moser abgefangen, der letztlich auch gewann. Die weiteren sechs westdeutschen Fahrer, darunter Gregor Braun und Klaus-Peter Thaler, hatten nach und nach aufgeben müssen. Der mehrfache belgische Weltmeister Eddy Merckx kam als Vorletzter ins Ziel, vor dem französischen Radsport-Star Raymond Poulidor.
Das Mannschaftszeitfahren fand im 80 Kilometer entfernten La Fría statt.  In dem rund 800 Meter hoch gelegenen Ort herrschte tropisches, feuchtes Klima, das vielen Fahrern schwer zu schaffen machte. Die siegreiche Mannschaft der UdSSR hatte vorgesorgt, indem sie schon drei Wochen zuvor ihr Quartier in La Fría aufschlug. Das westdeutsche Team belegte Platz 14 von 15, dahinter nur noch Mexiko. Als Gründe für das enttäuschende Abschneiden wurden der frühe Ausfall von Friedrich von Loeffelholz sowie eine Strafzeit von 2:15 Minuten wegen Hinterradfahrens bei der polnischen Mannschaft angeführt.

## Ergebnisse

### Frauen
Straßeneinzelrennen über 49,5 km
| Platz | Athlet           | Land | Zeit         |
| ----- | ---------------- | ---- | ------------ |
| 1     | Josiane Bost     | FRA  | 1:22:41 h    |
| 2     | Connie Carpenter | USA  | + 1:48 min   |
| 3     | Minie Brinkhoff  | NED  | gleiche Zeit |

### Männer – Profis
Straßeneinzelrennen über 255 km
| Platz | Athlet          | Land | Zeit                    |
| ----- | --------------- | ---- | ----------------------- |
| 1     | Francesco Moser | ITA  | 6:36:24 h (38,597 km/h) |
| 2     | Dietrich Thurau | GER  | gleiche Zeit            |
| 3     | Franco Bitossi  | ITA  | + 1:19 min              |

### Männer (Amateure)
Straßeneinzelrennen über 170 km
| Platz | Athlet            | Land | Zeit         |
| ----- | ----------------- | ---- | ------------ |
| 1     | Claudio Corti     | ITA  | 4:21:15 h    |
| 2     | Sergei Morosow    | URS  | gleiche Zeit |
| 3     | Salvatore Maccali | ITA  | + 6 s        |

Mannschaftszeitfahren über 100 km
| Platz | Land | Athleten                                                                | Zeit      |
| ----- | ---- | ----------------------------------------------------------------------- | --------- |
| 1     | URS  | Waleri Tschaplygin/Aavo Pikkuus/ Uladsimir Kaminski/Anatolij Tschukanow | 2:10:39 h |
| 2     | ITA  | Mirko Bernardi/Mauro De Pellegrini/ Vito Da Ros/Dino Porrini            | 2:13:07 h |
| 3     | POL  | Tadeusz Mytnik/Stanisław Szozda/ Mieczysław Nowicki/Czesław Lang        | 2:13:29 h |